# ابراهیم (فیلم)
ابراهیم فیلمی به کارگردانی و نویسندگی حمیدرضا محسنی محصول سال ۱۳۷۵ است.

## خلاصه داستان
ابراهیم اکبری، نوجوانی که برای جوانی به نام بهزاد در مجسمه‌سازی کار می‌کند، بی آنکه موفق شود دستمزدش را به طور کامل از بهزاد بگیرد، کارش را رها می‌کند...

## بازیگران
- شهنام شهابی
- حسن صادقی
- پیام محبی آشتیانی
- مهوش افشارپناه
- هومن کلیشادی
- ابراهیم‌آبادی
- آیدا محمدخانی
- علیرضا قاسمی خانی
- محسن امیری
- فرهاد محبت
- علی اصغر نجات
- اکبر بختیاری
- صدیقه گلشنی
- کیومرث دانش پی
- حمید وفایی
- محمدتقی مرادیان